# Fontaniva
Fontaniva é uma comuna italiana da região do Vêneto, província de Pádua, com cerca de 8.170 habitantes. Estende-se por uma área de 20 km², tendo uma densidade populacional de 373 hab/km². Faz fronteira com Carmignano di Brenta, Cittadella, Grantorto, San Giorgio in Bosco.

## Demografia
| Variação demográfica do município entre 1861 e 2011                               |
|                                                                                   |
| Fonte: Istituto Nazionale di Statistica (ISTAT) - Elaboração gráfica da Wikipedia |

## Cidades-irmãs
- Nova Pádua, Brasil